# Eleccions parlamentàries armènies de 2007
Les eleccions parlamentàries armènies de 2007 foren dutes a terme el 12 de maig de 2007 per a renovar els 131 membres de l'Assemblea Nacional Armènia. El més votat fou el Partit Republicà d'Armènia i el seu cap Tigran Sargsyan fou nomenat primer ministre. La participació fou del 60%.
L'OSCE considera que les eleccions han "demostrat una millora" respecte d'anteriors eleccions parlamentàries, però afirma que "la intenció manifestada per les autoritats armènies de realitzar unes eleccions d'acord amb els compromisos de l'OSCE i de les normes internacionals no ha estat plenament efectiva."

## Resultats
Resum dels resultats de les eleccions a l'Assemblea Nacional Armènia (Azgayin Zhoghov) de 12 de maig de 2007
| Partits                                                                                                   | Vots      | %     | Escons | +/– |
| --- | --------- | ----- | ------ | --- |
| Partit Republicà d'Armènia (Hayastani Hanrapetakan Kusaktsutyun, "Հայաստանի Հանրապետական կուսակցություն") | 458,258   | 33.91 | 64     | +33 |
| Armènia Pròspera (Bargavadj Hayastani Kusaktsutyun, "Բարգավաճ Հայաստան կուսակցություն")                   | 204,483   | 15.13 | 18     | +18 |
| Federació Revolucionària Armènia (Hay Heghapokhakan Dashnaktsutiun, "Հայ Հեղափոխական Դաշնակցություն")     | 177,907   | 13.16 | 16     | +5  |
| Govern de la Llei (Orinants Erkir, "Օրինաց Երկիր")                                                        | 95,324    | 7.05  | 9      | –10 |
| Patrimoni (Zharangutiun, "Ժառանգություն")                                                                 | 81,048    | 6.00  | 7      | +7  |
| Partit Laborista Unit (Miavorvats Ashkhatankayin Kusaksutyun, "Միավորված աշխատանքային կուսակցություն")    | 59,271    | 4.39  | —      | –6  |
| Unitat Nacional (Azgayin Miabanutyun, "Ազգային Միաբանություն")                                            | 49,863    | 3.58  | —      | –9  |
| Nous Temps (Nor Zhamanakner, "Նոր Ժամանակներ")                                                            | 47,060    | 3.48  | —      | ±0  |
| Partit Popular (Zhoghovrdakan Kusaktsutyun, "Ժողովրդական կուսակցություն")                                 | 37,044    | 2.74  | —      |     |
| Partit de la Unió (Dashink Kusaktsutyun "Դաշինք" կուսակցություն)                                          | 32,943    | 2.44  | —      |     |
| Partit del Poble d'Armènia (Hayastani Zhoghovrdakan Kusaktsutyun, "Հայաստանի Ժողովրդական կուսակցություն") | 22,762    | 1.68  | —      |     |
| Partit República (Hanrapetutyun Kusaktsutyun, "Հանրապետություն" կուսակցություն)                           | 22,288    | 1.65  | —      | ±0  |
| Unió Impeachment (Dashink Impeachment դաշինք "Իմպիչմենտ")                                                 | 17,475    | 1.29  | —      |     |
| Altres |           |       | 17     | –38 |
| Total (participació 59,35%)                                                                               | 1,375,733 | 100.0 | 131    | —   |
| Fonts: Comissió Central Electoral                                                                         |           |       |        |     |